# Comuna Nyborg
Nyborg (Nyborg Kommune) este o comună din regiunea Syddanmark, Danemarca, cu o suprafață totală de 277,04 km².